# CP Cacereño
CP Cacereño is een Spaanse voetbalclub uit Cáceres uit de autonome regio Extremadura. 

## Historie
De club werd in 1919 opgericht en speelde in 1943 al in de Tercera División. In het seizoen 1952/53 werd voor het eerst de Segunda División bereikt. In de jaren '70 degradeerde de club enkele keren kortstondig naar de preferente. Sinds 2009 speelt CP Cacereño in de Segunda División B.  Daar kwam een einde aan bij de afsluiting van seizoen 2015-2016.  Tijdens het overgangsjaar 2020-2021 kon de ploeg een plaats afdwingen in de nieuwe reeks Segunda División RFEF. 

## Statistieken
- Segunda División: 1 seizoen
- Segunda División B: 12 seizoenen
- Tercera División: 51 seizoenen